# Funky Oswald
Funky Oswald, svensk jazz- och funkinspirerad popgrupp bildad i Stockholm 2000 av Carl Lindstrand och David Jönsson Tronner. Bandet började som covergrupp men övergick successivt till att skriva egen musik och släppte sin första skiva med eget material 2006 (titulerad "Fuzzy Oswald"). Senaste skivan släpptes 2014 med titeln "Last Man Standing"

## Medlemmar
Originalmedlemmar
- Carl Lindstrand – sång, klaviatur, munspel, talkbox
- David Jönsson Tronner – trumpet, flygelhorn, sång

Medlemmar från och med 2017
- Suss von Ahn – kör
- Patrik Allard – trombon
- Johan Björklund – gitarr
- Henrik Dellestrand – bastrombon
- Owe Eriksson - basgitarr
- Henrik Kniberg – klaviatur
- Mats Nordenborg – tenorsaxofon, barytonsaxofon, tvärflöjt
- Robert Olsson – trummor
- Fredrik Söderström - slagverk